# Déficit en glucose-6-phosphate déshydrogénase
 Mise en garde médicale
Le favisme ou déficit en glucose-6-phosphate déshydrogénase, ou déficit en G6PD, est le déficit enzymatique le plus répandu dans le monde. D'origine génétique, il se caractérise par une destruction des globules rouges (hémolyse) lors de l'ingestion de fèves (favisme proprement dit) ou de la prise de certains médicaments (surtout  antipaludéens de synthèse).

## Historique

### Interdit alimentaire
La fève (Vicia faba) est l'une des plus anciennes légumineuses domestiquées avec les pois et les lentilles. Dans l'Antiquité, elle avait une forte valeur symbolique en étant associée au principe de vie, à l'âme des morts, et à la puissance génératrice masculine.
Par ailleurs, il pouvait exister un interdit alimentaire sur les fèves établi par des groupes philosophiques ou religieux (Égypte, Grèce, Inde...). Le cas le plus célèbre est celui du philosophe grec Pythagore qui aurait recommandé de ne pas manger de fèves.  Des passages de textes orphiques signalent aussi qu'il ne faut pas manger de fève « pour ne pas manger la tête de ses parents »,  ne pas marcher sur des fèves ou en traverser le champ,. 
Si l'existence d'un tabou alimentaire de la fève est reconnue, les motivations restent discutées. L'hypothèse médicale basée sur le risque de favisme est raisonnable selon les uns, ou relève au contraire d'un positivisme naïf selon d'autres qui considèrent que ces interdits sont religieux, sociaux, d'ordre symbolique voire psychanalytique. 
Selon Grmek, les deux approches, socio-religieuses et médicales, ne s'excluent pas : une crise de favisme pouvant être constatée et interprétée de façon magique ou religieuse. Cependant le favisme n'a pas été reconnu par la médecine antique, ni par les philosophes rationalistes grecs. La nocivité des fèves aurait été un rare phénomène trop complexe pour être perçu par la raison grecque (Aristote, Hippocrate).  
Relégué au rang de superstition, rangé dans le folklore grec ou sicilien, le favisme serait resté « invisible » pour les savants et les médecins jusqu'au XIXe siècle. 

### Favisme
Le premier cas a été signalé en 1843 au Portugal par un médecin local à titre d'anecdote : un habitant de la ville de Cuba qui réagissait par un ictère (jaunisse) à chaque ingestion de fèves vertes. Dans la deuxième moitié du XIXe siècle, ce sont des médecins siciliens qui observent, dans plusieurs villages, des « ictères endémiques » causés par l'ingestion de fèves, voire « par les effluves de fleurs de fèves ».  Les médecins locaux notent aussi le caractère héréditaire de l'affection.
En 1894, lors du XIe Congrès international de médecine tenu à Rome, la réalité de l'affection est reconnue. Le nom favismo fut proposé par le médecin italien Giovanni Montano (it). Ce terme sera rapidement adopté par tous les pays (favisme en français) pour désigner l'ensemble des accidents provoqués chez des sujets sensibles à l'ingestion de fèves.
Dans sa communication au congrès de Rome de 1894, Montano montre que la crise favique comporte une hémoglobinurie (hémoglobine dans les urines) due à une hémolyse (destruction des globules rouges dans le sang). Il distingue une « cause déterminante » (fève) et une « cause prédisposante » (facteur familial). Cette cause déterminante est d'ordre chimique et non microbienne (il y avait discussion avec ceux qui voulaient rattacher le favisme au paludisme).
Les recherches toxicologiques menées à partir de graine de fève ne donnent aucun résultat significatif. Entre 1920 et 1940, plusieurs chercheurs ont voulu réduire le favisme à une intoxication par acide cyanhydrique, mais cette hypothèse toxicologique n'explique pas les énormes différences de sensibilité individuelle. Durant la même période, une hypothèse de type allergique est aussi suggérée. Le mécanisme du favisme reste une énigme jusqu'à la Deuxième Guerre Mondiale.

### Déficit enzymatique
Durant le deuxième conflit mondial, l'armée américaine se défend du paludisme par la prise orale préventive de primaquine. Les médecins militaires constatent alors des intolérances individuelles importantes qui se manifestent par une anémie médicamenteuse aiguë, essentiellement chez les Noirs et les Blancs d'origine italienne ou grecque. Dès 1948, le rapprochement est fait entre l'anémie médicamenteuse des Noirs et le favisme méditerranéen.
Durant la guerre de Corée,  l'armée américaine intègre un grand nombre de Noirs dans ses troupes (désormais admis dans toutes les armes). Ce fut l'occasion d'un programme de recherche systématique réalisé dans la prison d'État de Joliet (Illinois), où l'on expérimentait sur les détenus volontaires.
En 1956, dans le laboratoire de cette prison, Paul E. Carson démontre que le déficit en G6PD est responsable des anémies aiguës survenant chez les patients sensibles à la primaquine. La même année, après la publication de Carson, William H. Crosby, indique que ce même déficit explique le favisme en Sardaigne . Plusieurs études publiées à la fin des années 1950 montrent la relation entre favisme et déficit en G6PD. Cependant les deux affections ne se confondent pas, car des sujets sensibles à la primaquine ne réagissent pas aux fèves, et inversement.
En 1962, des chercheurs chinois (de Taïwan) isolent de la fève la vicine, principal représentant d'une famille de corps chimiques dont le métabolisme défectueux (par déficit enzymatique) est la cause du favisme.
Le gène responsable de l'enzyme G6PD est séquencé en 1986 et, depuis cette date, près de 200 mutations ont été répertoriées en 2012. 

## Épidémiologie
Le favisme a d'abord été retrouvé dans tout le bassin méditerranéen, et au Moyen-Orient, là où la fève fait partie des aliments de base et où le déficit en G6PD est relativement fréquent. Puis, le déficit a été signalé en Afrique, en Inde, et dans le sud-est de l'Asie. Cette répartition est proche de celle du paludisme ce qui a fait suspecter tôt une relation entre les deux maladies. 
Il n'existe pas d'enregistrement mondial ou national des cas de favisme, et peu d'études épidémiologiques ont été menées à l'échelle locale. Le favisme a été signalé dans 35 pays, et son incidence n'est pas connue avec précision. Selon les régions étudiées de ces pays (Iran, Sardaigne, Bande de Gaza...), elle varie de l'ordre de 1 cas pour 10 000 à 1 cas pour 50 000 habitants, chaque année. Il s'agit de cas hospitalisés (cas les plus sévères), donc d'une estimation minimum. En 1956, William Crosby avait estimé les cas de favisme en Sardaigne à 50 cas pour 10 000 habitants.
Selon les sources, le déficit toucherait entre 100 millions et 400 millions de personnes dans le monde. Dans certaines régions, la fréquence des transmetteurs dépasse 15 % de la population.
Les migrations de populations font qu'aujourd'hui, il ne s'agit plus d'un déficit rare dans le monde, mais ce déficit s'exprime de façon hétérogène et variable (tous les porteurs ne sont pas malades, plus ou moins sensibles, et selon leur alimentation). En Allemagne du nord, la fève est souvent consommée, mais le déficit en G6PD est rare. En Afrique de l'Ouest, le déficit en G6PD est beaucoup plus fréquent, mais la fève n'est guère consommée.
En France en 2006, on estime à un minimum de 100 000 à 200 000, le nombre de personnes déficitaires, sans qu'aucune étude épidémiologique n'ait été menée pour le confirmer. 
Dans les pays consommateurs traditionnels de fèves fraîches, la maladie avait un pic saisonnier (entre avril et juillet dans les pays méditerranéens) correspondant à la récolte des fèves, alors que là où la fève est consommée séchée, elle pouvait survenir toute l'année. 

## Génétique

### Transmission
La maladie est transmise génétiquement en étant liée au chromosome sexuel X où se situe le gène G6PD produisant l'enzyme (bras long du chromosome X). Elle est essentiellement exprimée chez les sujets de sexe masculin (XY) dits hémizygotes pour le déficit, les sujets de sexe féminin (XX) sont homozygotes ou hétérozygotes, les formes homozygotes étant rares. La maladie, chez les femmes homozygotes, a la même traduction que chez les hommes. 
Le rapport hommes/femmes des cas répertoriés serait de 2 à 3 garçons pour 1 fille.
Le caractère récessif lié à l'X est discuté, en raison de l'inactivation d'un chromosome X chez la femme (le fœtus féminin). Chez la femme hétérozygote, cette inactivation entraîne, de façon aléatoire ou stochastique, une double population de globules rouges (normaux et déficients) dont le rapport est très variable. Ainsi le déficit en G6PD ne serait pas exactement récessif, puisqu'il peut s'exprimer chez la femme hétérozygote selon un ratio dépendant de l'inactivation des gènes de l'X. Ce ratio est centré sur une valeur de 50 % d'activité (d'une activité enzymatique normale, sur l'ensemble des globules rouges normaux et déficients), selon une répartition en courbe de Gauss,.

### Variants
Les deux premiers variants génétiques, et les plus fréquents, ont été identifiés à partir de 1978 : ce sont le G6PD A- et le G6PD méditerranéen.
Le G6PD A-  (A pour Afrique) se trouve surtout dans les populations africaines (d'abord connu chez les noirs américains) avec une activité enzymatique de 5 à 15 % de la normale, dont les crises sont le plus souvent d'origine médicamenteuse.
Le G6PD méditerranéen (ou G6PD B) se trouve dans les populations d'origine méditerranéenne. Il peut être beaucoup plus grave, avec une activité enzymatique inférieure jusqu'à moins de 1 % de la normale, dont les crises peuvent être déclenchées par l'ingestion de fèves (favisme proprement dit).
Près de 200 mutations du gène G6PD ont été décrites, avec formation d'une protéine plus ou moins fonctionnelle expliquant la gravité variable de la maladie. La déficience en G6PD s'accompagne d'une activité résiduelle ; une activité nulle serait incompatible avec la vie (létale avant la naissance).
Sur ces 200 mutations différentes, au moins 14 ont été signalées chez des sujets présentant un favisme.
À l'origine, ces variants ont été rangés en 3 classes, selon l'activité enzymatique résiduelle et les manifestations cliniques. Cette classification fait l'objet de discussions et pourrait être révisée.

## Physiopathologie

### Composants de la fève
La fève Vicia faba contient plusieurs glucosides, dont des β-glucosides (divicine et convicine) à forte concentration (jusqu'à 2 % du poids sec). Ces molécules peuvent se dégrader sous l'action de glucosidases présentes aussi bien dans la fève que dans le tube digestif. Les produits obtenus sont fortement oxydants avec une activité antifongique et pesticide permettant à la fève de résister à la décomposition.
Ces substances, relativement stables à la chaleur, sont partiellement inactivées par la cuisson. Leur toxicité est maximum dans la peau verte des fèves fraîches consommées crues, et elle décroit avec la dessiccation et le changement de couleur des fèves séchées,. 
Des variétés de féveroles à faible teneur en tanins et vicine-convicine ont été sélectionnées en France : Gladice, Betty, Lady au départ pour l'alimentation des volailles. Selon une étude italienne (hôpital d'Alghero) de 2012, ces fèves ne seraient pas toxiques pour les patients atteints de favisme. 
Il existe des variétés de Vicia faba plus ou moins riches en vicine et convicine, mais les qualités gustatives ou nutritionnelles des variétés les plus pauvres n'ont pas été vérifiées pour en faire, en 2018, un produit de substitution dans les régions où la consommation de fève est populaire.

### Stress oxydant
Après ingestion, lorsque ces produits passent dans le sang, ils sont détoxifiés par des enzymes comme la glutathion peroxydase. Au niveau des hématies, le glutathion est réduit  par NADPH. Ce glutathion réduit est un petit peptide qui protège protéines et enzymes du stress oxydant.
Les hématies utilisent la voie des pentoses phosphates pour créer du NADPH nécessaire à la formation du glutathion. Les globules rouges matures n'ayant plus de mitochondries, ils ne peuvent renouveler leurs enzymes, d'où leur durée de vie courte, leur renouvellement permanent, et leur rôle fonctionnel limité au transport de l'oxygène. Leur stock d'enzymes de départ (au stade du réticulocyte) est utilisé pour le maintien de la structure du globule rouge (intégrité et souplesse de sa membrane cellulaire).
Un déficit variable, dès le départ, en glucose-6-phosphate déshydrogénase bloque la première réaction d'oxydation de la voie des pentoses phosphates. Ainsi, la sous-production de NADPH qui en résulte réduit fortement les capacités cellulaires à lutter contre le stress oxydant. La membrane de l'hématie est alors fragilisée et détruite, de façon brutale et prématurée, provoquant une anémie par hémolyse et un ictère.

## Manifestations
Avoir un déficit en G6PD ne signifie pas forcément être malade. En effet sans accident particulier, la personne est bien portante, ne se plaignant de rien et avec une espérance de vie normale. Elle devra, durant toute sa vie, connaître et respecter certaines consignes pour éviter les complications auxquelles le prédispose ce déficit. Sa gravité et les circonstances déclenchantes varient d'un individu à l'autre, en raison des nombreuses mutations possibles du gène responsable avec des conséquences variables sur l'activité de la G6PD.
Le favisme se manifeste par une crise hémolytique aiguë : sensations de faiblesse et de fatigue accompagnée de pâleur, d'une jaunisse et de douleurs abdominales, avec des urines très foncées d'allure sanglantes. Une fièvre est souvent associée. Cette crise est d'installation brutale, elle évolue rapidement, le plus souvent de façon spontanément favorable, mais parfois très grave vers une insuffisance rénale aiguë : la létalité chez les cas hospitalisés publiés serait de l'ordre de 1 à 4 %. 
L'interrogatoire peut retrouver une ingestion de fèves, ou un contexte familial de favisme. La crise peut être causée également par des infections (en particulier, hépatites virales), ou des prises de médicaments (en particulier antipaludéens de synthèse). 
Dans la plupart des cas, la maladie est découverte à l'occasion d'une crise survenant chez le petit garçon âgé de 2 à 10 ans, mais elle peut se révéler à tout âge, selon les circonstances de survenue, aussi bien chez le sujet âgé que chez le nourrisson (les produits de la fève passant dans le lait maternel).

## Diagnostic
Typiquement, il s'agit d'une anémie aiguë, avec un taux de réticulocytes élevés (régénérative) avec augmentation de la bilirubine non conjuguée, la bilirubine étant un produit de dégradation de l'hémoglobine. Le bilan hématologique indique une anémie hémolytique aiguë d'origine non infectieuse et non immunologique. Les corps de Heinz présents dans les hématies peuvent orienter le diagnostic.   
Le diagnostic est affirmé par la quantification de l'activité enzymatique de la G6PD (analyse du taux de production de la NADPH). Il existe toutefois des méthodes de dépistage plus rapides par recherche d'une fluorescence des hématies aux ultraviolets, mais qui nécessite une confirmation par un test plus précis.
La caractérisation de l'anomalie génétique par PCR est possible, mais n'est, en pratique, utilisée que dans un but de recherche.

## Traitement
Les crises modérées sont traitées par réhydratation et médications symptomatiques.
Les crises sévères sont hospitalisées en urgence, pouvant nécessiter une transfusion sanguine. En situation d'insuffisance rénale aiguë, une hémodialyse peut être indiquée selon le cas. La crise elle-même régresse souvent spontanément à l'arrêt de l'ingestion de la substance responsable.

## Prévention
Une fois le déficit en G6PD dépisté, la prévention des accidents est facile.
Une personne déficiente ne devra jamais ingérer de fèves et ne jamais être traitée avec certains médicaments (comme les anti-paludiques par exemple) et autres substances oxydantes. En Sardaigne, sur une période de 20 ans, l'incidence du favisme a chuté de 75 % après dépistage néo-natal et programme d'information.

### Médicaments contre-indiqués
Les substances médicamenteuses contre-indiquées ou déconseillées sont les suivantes : acide nalidixique, bleu de méthylène injectable, dapsone, métamizole sodique (Noramidopyrine), nitrofurantoïne, primaquine, rasburicase, sulfadiazine, sulfafurazole, sulfaguanidine, sulfaméthoxazole, sulfasalazine (contre-indiqués) ; acide pipémidique, antipyrine (Phénazone), carbutamide, chloroquine, ciprofloxacine, dimercaprol, enoxacine, fluméquine, glibenclamide, glibornuride, gliclazide, glimépiride, glipizide, hydroxychloroquine, lévofloxacine, loméfloxacine, noxifloxacine, norfloxacine (voie orale), ofloxacine (voies orale et injectable), péfloxacine, phénazone (voie cutanée et nasale), phytoménadione (vitamine K1), prilocaïne, quinine, spiramycine, streptokinase, sulfacétamide, sulfadiazine (voie cutanée), sulfadoxine, sulfaméthizol (déconseillées). Concernant l'aspirine, la vitamine C, le paracétamol et la triméthoprime, l'ANSM recommande de s'en tenir strictement à la posologie indiquée.

### Idées fausses ou non confirmées
Des données historiques font état de cas de favisme par inhalation de pollen de fèves. Cette situation n'a pas été confirmée, si l'allergie au pollen de fève est possible, aucune réaction allergique ne provoque une hémolyse aiguë, et les substances responsables du favisme ne sont pas volatiles. Selon Luzzatto, la notion de « favisme par inhalation » devrait être abandonnée.
Des conseils excessifs ont pu être donnés, interdisant tous les pois (petit pois, haricot...), lentilles, soja... Seule la fève Vicia faba est en cause, car les autres légumineuses proches ont un taux négligeable de molécules potentiellement dangereuses pour déclencher une crise.

### Protection du paludisme
Il est établi que le déficit en G6PD offre une résistance relative au paludisme en favorisant la phagocytose précoce des hématies parasitées (voir avantage hétérozygote).